# Rullieriella monoechinata
Rullieriella monoechinata är en ringmaskart som först beskrevs av Rullier 1965.  Rullieriella monoechinata ingår i släktet Rullieriella och familjen Polynoidae. Inga underarter finns listade i Catalogue of Life.